# Суворов Сергій Миколайович
Сергі́й Микола́йович Суво́ров (рос. Сергей Николаевич Суворов; 5 травня 1918 — 17 вересня 1963) — радянський військовик часів Другої світової війни, гвардії капітан, Герой Радянського Союзу (1944).

## Життєпис
Народився у місті Москва в сім'ї службовця. Після закінчення середньої школи працював на будівництві Московського метрополітену, згодом переїхав на Донбас.
До лав РСЧА призваний Краматорським МВК Сталінської області Української РСР у жовтні 1938 року. Як солдат строкової служби брав участь у радянському вторгненні в Польщу (1939) та радянсько-фінській війні (1939—1940).
На фронтах німецько-радянської війни з червня 1941 року. Воював на Західному, Сталінградському, Південно-Західному, Воронезькому, 1-му Українському, 1-му та 2-му Білоруських фронтах. У 1942 році закінчив артилерійські курси молодших лейтенантів.
Особливо командир винищувально-протитанкової батареї 59-ї гвардійської танкової бригади 8-го гвардійського танкового корпусу 40-ї армії Воронезького фронту гвардії старший лейтенант С. М. Суворов відзначився під час битви за Дніпро. 25 вересня 1943 року він зі своєю батареєю одним з перших форсував річку Дніпро в районі села Зарубинці (нині затоплене водами Канівського водосховища). У наступні кілька днів батарея успішно діяла в боях по утриманню і розширенню плацдарму в районі села Великий Букрин (нині Обухівський район Київської області).
У 1947 році гвардії капітан С. М. Суворов звільнений у запас. Мешкав у місті Мінеральні Води Ставропольського краю РРФСР. Раптово помер у Ленінграді, де й похований.

## Нагороди
Указом Президії Верховної Ради СРСР від 3 червня 1944 року гвардії старшому лейтенантові Суворову Сергію Миколайовичу присвоєне звання Героя Радянського Союзу з врученням ордена Леніна (№ 17577) і медалі «Золота Зірка» (№ 3068).
Також нагороджений орденами Червоного Прапора (16.11.1944), Олександра Невського (28.12.1944), Червоної Зірки (14.01.1943) і медалями.